# Klimat w Kołobrzegu

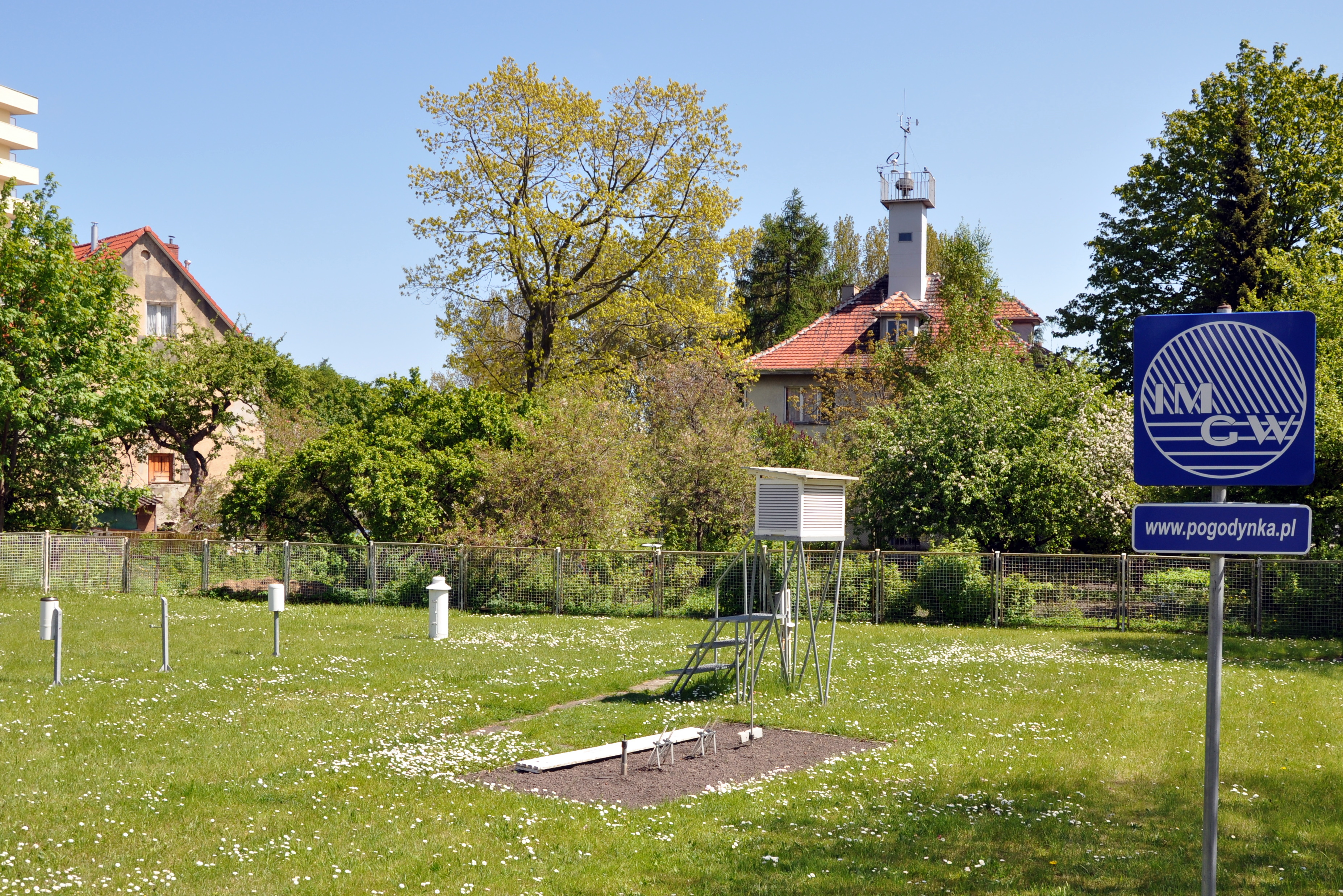
Stacja pomiarowa IMGW przy ul. Kasprowicza

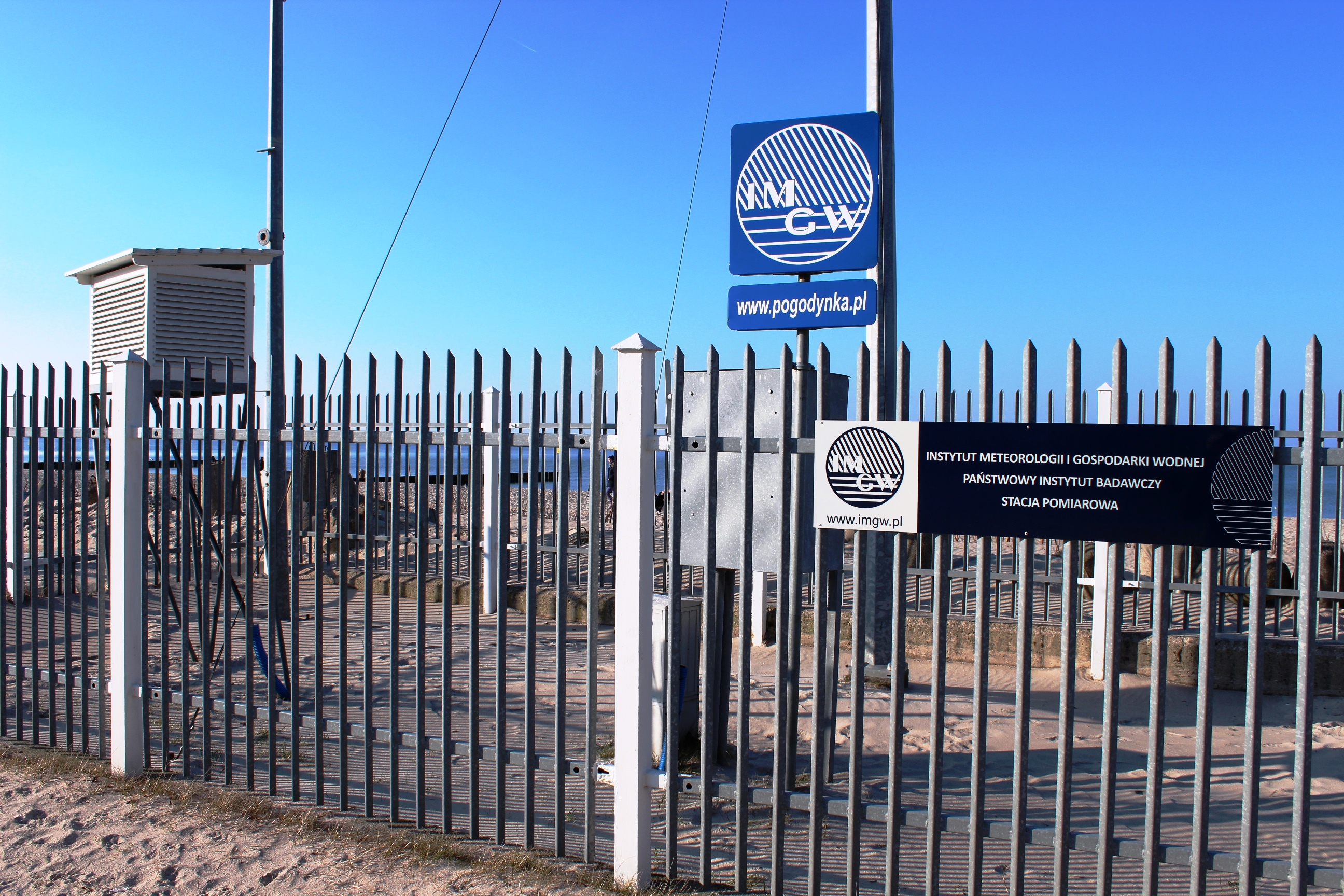
Stacja pomiarowa IMGW przy plaży (zlikwidowana przed 2018)

Klimat Kołobrzegu – Kołobrzeg leży w krainie klimatycznej zwanej Pobrzeżem Kołobrzeskim w obrębie klimatów bałtyckich. Klimat miasta kształtowany jest pod wpływem morza. Pod szczególnym jego silnym działaniem znajdują się tereny uzdrowiskowe. Ponad 55% wiatrów w skali rocznej wieje od morza lub wzdłuż morza. Roczny rozkład częstotliwości wiatrów w Kołobrzegu nie odbiega od typowego rozkładu dla wybrzeży Bałtyku. W zimie zaznacza się duży udział wiatrów z kierunków południowo-zachodniego (SW) i południowego (S), wiosną przeważają wiatry z północnego wschodu (NE), północny (N) i zachodu (W), w lecie notuje się największy udział wiatrów z zachodu (W), a jesienią-przewagę z kierunku południowo-zachodniego (SW) i południowego (S). Wyraźnie wyróżniają się dwa okresy: jesienno-zimowy od września do lutego, z przewagą wiatrów odlądowych i wiosenno-letni, w którym dominują wiatry odmorskie.
Wiatry od morza są szczególnie korzystne dla leczenia, bowiem powodują one zmniejszenie amplitud termicznych, wzrost i wyrównanie przebiegu wilgotności powietrza, wzrost prędkości wiatru, napływ czystego bezalergenowego powietrza, zwiększenie ilości ozonu, który w meteorologii jest uważany za wskaźnik czystości powietrza i występowanie aerosolu morskiego. Aerosol morski występuje na przestrzeni 200 m w głąb lądu, a największe jego stężenie jest na plaży. Ma on zdolność przenikania do najdalszych odcinków dróg oddechowych, czym tłumaczy się jego korzystne działanie w schorzeniach tych dróg. Aerosol Kołobrzegu stanowi szczególną wartość, wzbogacają go bowiem cząsteczki chlorków, bromu, jodu i innych pierwiastków o walorach leczniczych pochodzące z różnych źródeł i wysięków solankowych. Zatem, są zaletą kołobrzeskiego klimatu.
W Kołobrzegu znajduje się stacja hydrologiczno-meteorologiczna badająca także aktynometrię regionu.
| Miesiąc                     | Sty | Lut | Mar | Kwi | Maj | Czer | Lip | Sie | Wrz | Paź | Lis | Gru | Rocznie |
| --------------------------- | --- | --- | --- | --- | --- | ---- | --- | --- | --- | --- | --- | --- | ------- |
| Śr. wysoka temperatura [°C] | 1   | 2   | 6   | 8   | 13  | 17   | 19  | 20  | 16  | 11  | 6   | 3   | 11      |
| Śr. niska temperatura [°C]  | -1  | -1  | 1   | 3   | 7   | 11   | 13  | 13  | 10  | 6   | 2   | 0   | 5       |

Średnia roczna temperatura wynosi około 8 °C i równa jest temperaturze średniorocznej Warszawy i Poznania. Cechą charakterystyczną jest występowanie małej liczby dni bardzo gorących i bardzo zimnych.
Średnia liczba godzin słonecznych w ciągu roku obliczona na podstawie 50 lat obserwacji wynosi 1752, co oznacza, że jest ona zgodna z wymogami bioklimatologii dla miejscowości uzdrowiskowych. Pod względem nasłonecznienia Kołobrzeg wykazuje pewne uprzywilejowanie w stosunku do innych miejscowości.